# Maoli (sockenhuvudort i Kina, Hunan Sheng, lat 25,85, long 112,14)
Maoli (kinesiska: 毛里) är en sockenhuvudort i Kina. Den ligger i provinsen Hunan, i den södra delen av landet, omkring 270 kilometer söder om provinshuvudstaden Changsha. Antalet invånare är 12 547. Befolkningen består av 6 064 kvinnor och 6 483 män. Barn under 15 år utgör 23,0 %, vuxna 15-64 år 65 %, och äldre över 65 år 10,0 %.
Runt Maoli är det tätbefolkat, med 383 invånare per kvadratkilometer. Närmaste större samhälle är Longquan, 8,3 km nordost om Maoli. I omgivningarna runt Maoli växer huvudsakligen savannskog.
Genomsnittlig årsnederbörd är 1 888 millimeter. Den regnigaste månaden är augusti, med i genomsnitt 273 mm nederbörd, och den torraste är oktober, med 37 mm nederbörd.